# دودسون برنچ (تنسی)
دودسون برنچ(به انگلیسی: Dodson Branch) شهری در ایالت تنسی کشور ایالات متحده آمریکا است که جمعیت آن در سرشماری سال ۲۰۱۰ میلادی، ۱٬۰۷۴ نفر بوده‌است.